# Carles Armengol Siscares
Carles Armengol Siscares (Barcelona, 1960) és un pedagog català, director general d'Afers Religiosos de la Generalitat de Catalunya del 2022 al 2024.
Ha estat director de l’Institut Catòlic d’Estudis Socials de Barcelona (ICESB) i de les escoles universitàries d’Educació social i Treball social de la Universitat Ramon Llull i secretari general adjunt de la Fundació Escola Cristiana de Catalunya. Va promoure el reconeixement de la formació d’educadors social com a estudis universitaris. Entre la seva activitat cívica i social, ha estat president de la Lliga Espiritual de la Mare de Déu de Montserrat des del 2016; vicepresident de la Fundació Escoles Parroquials i membre de la Junta del Grup Sant Jordi de Drets Humans, entre d'altres.
Va ser promotor i coautor del document interconfessional “El fet religiós en la Catalunya del futur”, presentat al Parlament de Catalunya el febrer de 2017. Fou responsable d’anàlisi i relació amb les confessions religioses a la Direcció General d'Afers Religiosos des de l’any 2019, i secretari del Consell Assessor per la Diversitat Religiosa de la Generalitat de Catalunya. El 2022 va ser nomenat director general d'Afers Religiosos en substitució d'Yvonne Griley, fins que el 2024 fou rellevat per Ramon Bassas.
Ha publicat diversos llibres sobre l’educació per a un estil de vida sostenible socialment i ecològica. El seu llibre Canviar el consum per canviar la vida va ser premi Joan Profitós d’assaig pedagògic 2019, premi instituït per la Fundació Joan Profitós i la Societat Catalana de Pedagogia, entitat filial de l'Institut d'Estudis Catalans.